# Максименко, Пётр Яковлевич
Пётр Я́ковлевич Максиме́нко (25 ноября 1894,  с. Осещина, Черниговская губерния,  Российская империя — 19 марта 1967, Москва, СССР) — советский военачальник, генерал-лейтенант (29.10.1943).

## Биография
Родился 25 ноября 1894 года в селе Осещина, ныне Вышгородского района Киевской области Украины.
С 8 декабря 1920 года  на службе в РККА.  Красноармеец, командир отделения и взвода связи в 17-й кавалерийской дивизии Червонного казачества. Участник Гражданской войны. После войны продолжил службу в РККА на различных командных должностях. Член ВКП(б) с 1925 года. С августа 1941 года занимал должность  начальника связи 7-го механизированного корпуса.

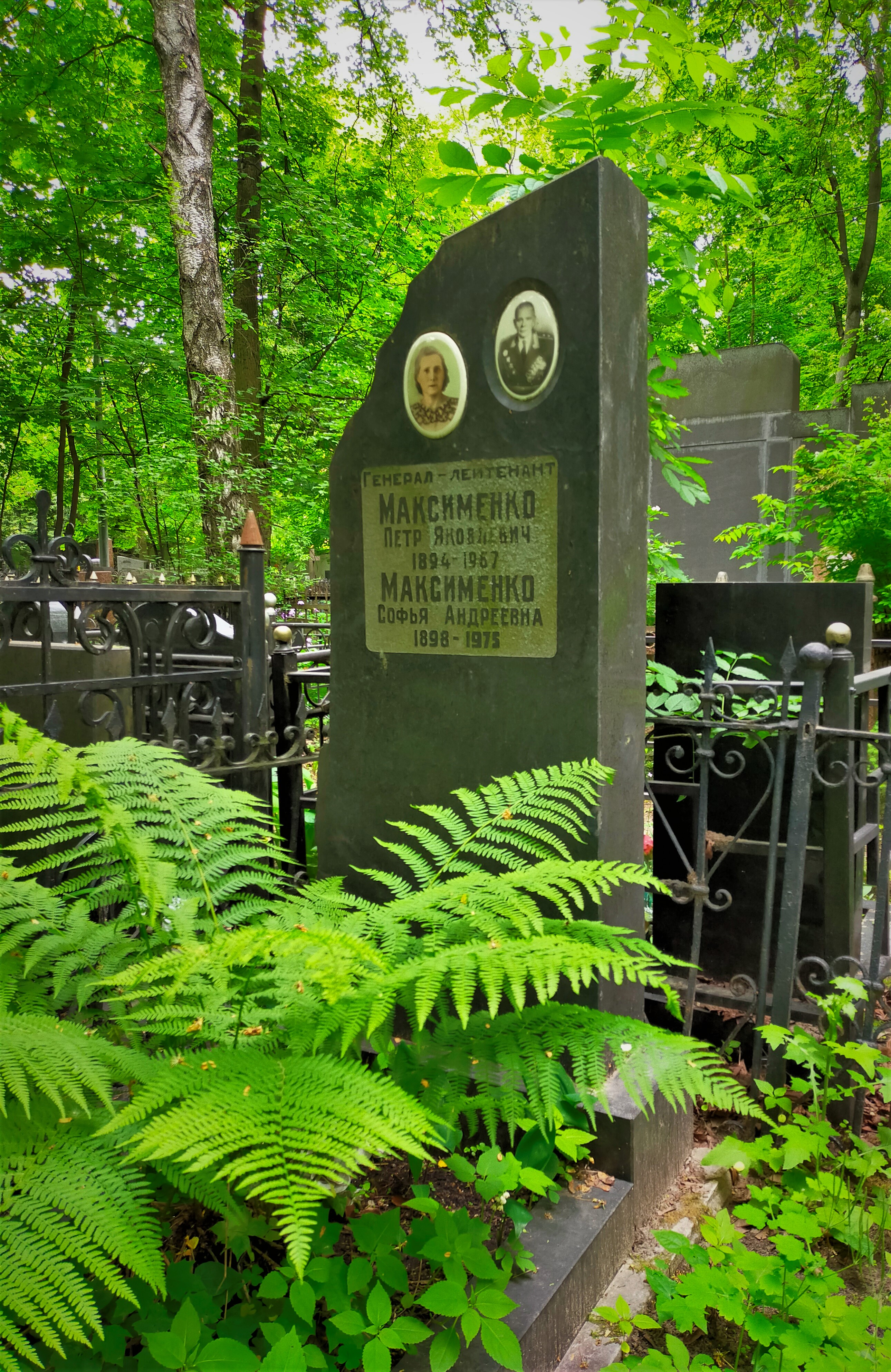
Могила П. Я. Максименко на Введенском кладбище

С началом Великой Отечественной войны в прежней должности. В  первых числах  июля 1941 года в составе корпуса принял участие в Витебском сражении. 17 июля 1941 года Управление корпуса отбыло в Смоленск, где  на базе управления корпуса была сформирована Группа войск Ярцевского направления Западного фронта под руководством   К. К. Рокоссовского в которой Максименко был назначен начальником связи. 10 августа группа  была реорганизована в 16-ю армию (второго формирования),  Рокоссовский стал командующим этой армией, Максименко  начальником связи  этой армии, связисты армии под его руководством   принимают участие в Смоленском сражении и Духовщинской операции. С октября 1941 года  под руководством командующего армией   Рокоссовского участвует в битве за Москву. За эти бои полковник Максименко был награждён орденом Красной Звезды. В январе 1942 года армия вела наступательные бои на гжатском направлении. В феврале 1942 года её войска были переданы 5-й армии, а полевое управление направлено в район Сухиничи, где приняло часть войск и полосу обороны от 10-й армии. 
С  июля 1942 года, после назначения  Рокоссовского на должность командующего войсками Брянского фронта, полковник Максименко назначен начальником войск связи этого фронта.  В  сентябре 1942 года после перевода  Рокоссовского на должность командующего войсками Донского фронта,   Максименко так же переведен на должность начальника войск связи этого фронта.  Успешно руководил вверенными ему  войсками  в оборонительных и наступательных боях фронта севернее Сталинграда, в окружении и уничтожении  немецких войск  в ходе Сталинградской битвы. За участие в этих боях был награждён орденом Красного Знамени. 
После победы под Сталинградом войска фронта были переброшены в район Курска, а сам фронт был переименован в Центральный. Во главе войск связи фронта генерал-лейтенант Максименко  провёл зимнюю наступательную операцию в районе Севска, оборонительное и наступательные сражения на северном фасе Курской битвы, Орловскую и Черниговско-Припятскую наступательные операции. После переименования в октябре 1943 года Центрального фронта в Белорусский фронт и в феврале 1944 года Белорусского фронта в 1-й Белорусский фронт оставался начальником связи этих фронтов под руководством Рокоссовского. Зимой 1943—1944 годов фронт последовательно провёл Гомельско-Речицкую, Калинковичско-Мозырскую и Рогачёвско-Жлобинскую наступательные операции. Особенно отличился фронт в ходе Белорусской операции летом 1944 года, за что Максименко был награждён орденом  Кутузова I степени.
Осенью 1944 года 1-й Белорусский фронт возглавил Г. К. Жуков, сменивший   Рокоссовского. Сражаясь под командованием Жукова, начальник  войск связи фронта Максименко отличился в Висло-Одерской и Берлинской наступательных операциях, за что был награждён  орденами Ленина и Суворова II степени.
За время войны генерал  Максименко был 10 раз персонально упомянут в благодарственных в приказах Верховного Главнокомандующего
После окончания войны  Максименко продолжил службу  на должности начальника Управления связи  Группы советских оккупационных войск в Германии, а затем на других командных должностях  в Советской Армии. 12 июня 1961 года генерал-лейтенант Максименко уволен в запас. Проживал в Москве.
Умер 19 марта 1967 года в Москве, похоронен там же на Введенском кладбище.

## Награды
- два ордена Ленина (29.05.1945[5],   05.11.1946[6][7])
- три ордена Красного Знамени (04.02.1943[8], 03.11.1944[6][7], 17.05.1951[6][7])
- орден Кутузова I степени (29.07.1944)[9]
- орден Суворова II степени (06.04.1945)[10]
- орден Отечественной войны I степени (28.04.1945)[11]
- орден Красной Звезды (02.01.1942)[12]
- медали в том числе:
  - «XX лет Рабоче-Крестьянской Красной Армии» (1938)[8]
  - «За оборону Москвы» (1944)[6]
  - «За оборону Сталинграда» (1943)[6]
  - «За победу над Германией в Великой Отечественной войне 1941—1945 гг.» (1945)[6]
  - «За взятие Берлина» (1945)[6]
  - «За освобождение Варшавы» (1945)[6]

Приказы (благодарности) Верховного Главнокомандующего в которых отмечен П. Я. Максименко.
- За форсирование реки Друть севернее города Рогачев, прорыв сильной, глубоко эшелонированную обороны противника на фронте протяжением 30 километров и захват более 100 населенных пунктов, среди которых Ректа, Озеране, Веричев, Заполье, Заболотье, Кнышевичи, Моисеевка, Мушичи, а также блокирование железной дороги Бобруйск — Лунинец в районе ст. Мошна, Черные Броды. 25 июня 1944 года. № 118.
- За переход в наступление из района Ковеля, прорыв сильно укрепленной обороны немцев продвижение вперед на 50 километров, выход к реке Западный Буг, и овладении более 400 населенных пунктов, в том числе крупных населенных пунктов Ратно, Малорыта, Любомль, Опалин. 20 июля 1944 года. № 142.
- За успешное наступление с плацдармов на западном берегу Вислы, южнее Варшавы, овладение сильными опорными пунктами обороны немцев Варка, Груйец, Козенице, Солец, Зволень, Бялобжеги, Едлинск, Илжа, а также занятие более 1300 других населенных пунктов. 16 января 1945 года. № 221.
- За овладение крупнейшим промышленным центром Польши городом Лодзь и городами Кутно, Томашув (Томашов), Гостынин и Ленчица — важными узлами коммуникаций и опорными пунктами обороны немцев. 19 января 1945 года. № 233.
- За овладение городом Гнезен (Гнезно) – важным узлом железных и шоссейных дорог и мощным опорным пунктом обороны немцев на путях к городу Познань. 22 января 1945 года. № 243.
- За овладение городом Быдгощ (Бромберг) — важным узлом железных и шоссейных дорог и мощным опорным пунктом обороны немцев у нижнего течения Вислы. 23 января 1945 года. № 245.
- За пересечение границы Германии западнее и северо-западнее Познани, вторжение в пределы немецкой Померании и овладение городами Шенланке, Лукатц-Крейц, Вольденберг и Дризен — важными узлами коммуникаций и мощными опорными пунктами обороны немцев. 29 января 1945 года. № 265.
- За прорыв сильно укрепленной обороны немцев восточнее города Штаргард, продвижение вперед за четыре дня наступательных боев до 100 километров, выход на побережье Балтийского моря в районе города Кольберг и овладение городами Бервальде, Темпельбург, Фалькенбург, Драмбург, Вангерин, Лабес, Фрайенвальде, Шифельбайн, Регенвальде и Керлин — важными узлами коммуникаций и сильными опорными пунктами обороны немцев в Померании. 4 марта 1945 года. № 288.
- За овладение городами Франкфурт-на-Одере, Вандлитц, Ораниенбург, Биркенвердер, Геннигсдорф, Панков, Фридрихсфелъде, Карлсхорст, Кепеник и прорыв в столицу Германии Берлин. 23 апреля 1945 года. № 339.
- За овладение столицей Германии городом Берлин – центром немецкого империализма и очагом немецкой агрессии. 2 мая 1945 года. № 359.

Других государств
 ПНР:
- Кавалер рыцарского ордена «Виртути Милитари»  (1945)
- орден «Крест Грюнвальда» III степени (1945)
- медаль «За Варшаву 1939—1945» (1945)
- медаль «За Одру, Нису и Балтику» (1945)